# Директива 2000/43/ЕС
Директива 2000/43/ЕС (англ. Council Directive 2000/43/EC of 29 June 2000 implementing the principle of equal treatment between persons irrespective of racial or ethnic origin; официальное название — Директива Совета Европейского Союза 2000/43/ЕС от 29 июня 2000 года, «имплементирующая принцип равного обращения с людьми, независимо от их расового или этнического происхождения») — нормативный акт, который регулирует порядок создание общей правовой системы направленной на борьбу с дискриминацией по расовому или этническому признаку, а также реализации в государствах-членах Европейского Союза принципа равенства. 
Документ был принят 29 июня 2000 года в Брюсселе Европарламентом и Советом Европейского союза и вступил в силу 19 июля 2000 года.

## История создания
Основными провозглашёнными целями, которые Европейский Союз признал приоритетными и ведёт работу направленную на их достижение являются: создание европейского гражданства, обеспечение законности, свободы и безопасности, установление гуманистической роли Европы в мире. При этом, хотя среди учредительных документов Европейского Сообщества нет прямо указанных норм направленных на реализацию равноправия и борьбу с дискриминацией, вся правовая деятельность Европейского Союза направлена на их достижение. Первое официальное закрепление нормы, которые были направлены на защиту прав личности, получили в 1989 году с принятием Декларации основных прав и свобод. Следующим важным документом стал «Амстердамский договор государств-членов ЕС» от 1997 года. Положения этого документа стали своеобразной основой для осуществления действий направленных на борьбу против всех форм дискриминации, а также расширил полномочия полицейских и судебных органов.
В 2000 году европейский законодатель принимает Хартию ЕС по фундаментальным правам человека. Этот документ с момента принятия и до настоящего времени является одним из важных первичных источников права в Европейском Союзе, с 2009 года обладая высшей юридической силой наравне с учредительными документами Европейского Сообщества.
Следующим шагом на пути реализации борьбы с дискриминацией по расовому или этническому признаку и гарантированию соблюдения принципа равенства стало принятие Директивы 2000/43/ЕС от 29 июня 2000 года. Этот документ появился практически одновременно с принятием Протокола № 12 к Европейской конвенции о защите прав человека и основных свобод. Стоит отметить, что ускорению подписания трёх вышеупомянутых документов предшествовали события разворачиваемые в Австрии. На выборах в парламент, что проводились зимой 1999—2000 годов, по результатам голосования в законодательный орган страны прошла партия праворадикального направления. Это событие побудило правительства государств-членов Европейского Союза принять ряд документов для подтверждения, что борьба с дискриминацией остаётся ключевой задачей внутри Сообщества.

## Характеристика документа

### Структура
- Преамбула (Whereas, состоит из п[6]. 1-28);
- Глава I. Основные положения (CHAPTER I GENERAL PROVISIONS, состоит из ст. 1-6);
- Глава II. Средства судебной защиты и принудительное исполнение (CHAPTER II REMEDIES AND ENFORCEMENT, состоит из ст. 7-12);
- Глава III. Органы содействия развитию принципа равного обращения (CHAPTER III BODIES FOR THE PROMOTION OF EQUAL TREATMENT, состоит из ст. 13);
- Глава IV. Заключительные положения (CHAPTER IV FINAL PROVISIONS, состоит из ст. 14-19)[7][8]

### Задачи
Среди задач Директивы 2000/43/ЕС можно выделить главные: усиление полномочий компетентных органов стран ЕС по предотвращению проявления дискриминации на религиозной, этнической или расовой почве, а также разработка государствами-членами Европейского Союза положений для гарантий равенства людей.